# Landriano
Landriano est une commune italienne de la province de Pavie, en région Lombardie.

## Histoire
Antonio de Leiva, général de Charles Quint, y bat les Français en 1529.

## Administration
| Période                                  | Période  | Identité       | Étiquette | Qualité |
| ---------------------------------------- | -------- | -------------- | --------- | ------- |
| 14 juin 2004                             | En cours | Roberto Aguzzi |           |         |
| Les données manquantes sont à compléter. |          |                |           |         |

### Communes limitrophes
Bascapè, Carpiano (MI), Siziano, Torrevecchia Pia, Vidigulfo.

## Personnalités
- Jacopo Tissi (1995-), danseur classique.